# ラミラダ
ラミラダ（La Mirada）は、アメリカ合衆国カリフォルニア州のロサンゼルス郡にある都市。人口は4万8008人（2020年）。ダウンタウン・ロサンゼルスの南東30キロメートルに位置している。

## 概要
1960年に法人化した。市内にバイオラ大学が立地している。
神奈川県伊勢原市の姉妹都市である。

## 関係者
- エリック・ウィンター：俳優
- ジャニーン・リンデマルダー：女優
- ジェニー・フィンチ：ソフトボール選手
- ダニエル・ポンセデレオン：野球選手
- デリック・ウィリアムズ：バスケットボール選手